# ANCIENT MYTH
ANCIENT MYTH（エンシェント・ミス）は、日本のシンフォニックメタルバンド。独特の世界観やビジュアル面でのこだわりを持ち、時としてゴシックメタルバンド、ヴィジュアル系バンドとされることもある。
荘厳でクラシカルな楽曲、壮大なオーケストレーションや大掛かりなクワイヤ、随所に変拍子も用いたテクニカルなパート、歌謡曲らしさがありつつも凝ったメロディが特徴。
結成当初はネオクラシカルな色あいが濃かったが、3作目『Akashic』からはメロディックスピードメタル的な傾向を強めている。

## 現メンバー
- Michal（ミカル）（ボーカル）

1月10日生まれ。血液型AB型。京都府京都市出身。2008年加入。
中低音を得意とし、少年のようにも聞こえる中性的な声質。独特の歌唱法はMANIPULATED SLAVESの蔭山豊（ギター、リーダー）に「マルコ唱法」と名付けられた。
加入以降ほぼ全ての作詞を担当。オカルトや神秘主義に造詣が深く、ファンタジックで世界観のある歌詞が多い。『Akashic』では作曲も担当している。
DTPデザイナーでもあり、加入以降のすべての作品のアートワークやフライヤー、WEBデザインを手がける。BLASDEADなど他バンドにもジャケットを提供している。
元MANDYLION、元codename:Wingless。2011年には夜長オーケストラとBlack-Listedのコラボレーション作品である夜長オーケストラ× 5 Vocalists of Unlimited『THE GATE』にゲストボーカルとして4曲参加している。
重度のゲーム好きを公言しており、特にデビルメイクライシリーズやモンスターハンターシリーズなどのアクションゲームを好む。
国内・海外問わずメタルに詳しく、影響を受けたバンド・人物にキャメロットのロイ・カーン、ダーク・ムーアのエリサ・C・マルティンらを挙げている。
ファンや音楽仲間からは「ミカルン」と呼ばれている。
音楽以外の活動として、野波浩の『Mousa』や中村キョウの『ruins』にモデルとして参加。
- Hal（ハル）（キーボード）

9月26日生まれ。血液型B型。
Ethereal Sinのメンバーとしても活動中。
- Shibuki（シブキ）（ドラムス）

3月1日生まれ。血液型AB型。
Omelasのメンバーとしても活動中。
- kaya（カヤ）（ギター）

10月18日生まれ。血液型O型。2024年加入。
kaya band、kNeonでも活動中。
- NINO（ニノ）（ベース）

9月1日生まれ。血液型A型。北海道出身。2024年加入。
FATHOMLESS SKYWALKERなどのサポートでも活動中。

### 旧メンバー
- 旭（ボーカル）

2007年脱退。
- TOMO（ギター）

2009年脱退。
『Akashic』収録の「Shade in Dusk」のアレンジに携わった。
- MIKA（未伽）（ギター）

2006年脱退後、摩天楼オペラに加入。
- YURI（ユウリ）（ギター）

10月8日生まれ。血液型O型。埼玉県出身。2002年加入-2007年脱退、2009年再加入-2013年再脱退。
過度な速弾きは好まないと公言している。
機材マニアで、使用ギターは全てESPでオーダーメイドしたもの。
ネオクラシカル要素が濃い楽曲を得意とし、『Antibes』『Astrolabe In Your Heart』『Akashic』に楽曲を提供している。
結成当初からはANnenというステージネームで加入していたが、2009年の再加入時にYURIと改めた。
VAMPIRE ROSEの『Vampire gothic』、『Vampire destiny』にアレンジャーとして参加している。
Naoki、MITTUと共にLamentglaceとしても並行して活動していた。
モンスターハンターシリーズファンで、やり始めると極めるまで家を出て来ないらしい。
SIAM SHADEやLUNA SEA、X JAPANに通ったことは明かしているが、影響を受けたとまでは公言していない。
- TAKE（ベース）

2006年脱退。
- 紗蝶（キーボード）

 2010年脱退。オリジナルメンバー。デモ含め数曲の作曲・作詞に携わっていた。
- MITTU（ドラムス）

2011年脱退。バンド創始者であり、在籍時のリーダー兼メインコンポーザー。『Aurora』収録の代表曲「SEED」の作曲者。YURI、Naokiらと共に、Lamentglaceのメンバーとしても活動、Jenivaでもサポートドラムを務めていた。
- JUHKI（ユウキ）（ドラムス）

9月7日生まれ。血液型O型。東京都出身。2011年加入-2013年脱退。
パワフルかつ手数が多いプレイスタイルのツーバスドラマー。スティック回しなど、魅せるステージングにこだわっている。SONORを使用している。
レーベルメイトであるKNIGHTS OF ROUNDやSUM RIZE、THOUSAND EYES、ライトニングのIRON-CHINO主宰のABSOLUTE AREA、IRON ATTACK！のメンバーでもある。
LIGHT BRINGERのメンバーが以前活動していたアニソンカバーバンド・まじかる☆にんじゃにて、ドラムスとして参加していた。
英詞へのこだわりが強いと公言しており、好きな楽曲は全て歌詞を覚えているという入れ込みようである。『Akashic』の一部英詞も彼の手によるもの。
生粋のヘヴィメタルファンであり、好きなバンドは多数あるとしているが、絞るとすればアヴァンタジア、レイジらしい。
マイク・テラーナやヨルグ・マイケル、ウリ・カッシュらを敬愛している。
名前の表記について、頭文字が「J」なのはヨルグ・マイケルを始めとする北欧系の人物のスペルに於いて、「ヤ」「ユ」「ヨ」は「J」から始まることからとしている。
- Izo （ギター）

ValthusとVeiled in Scarletでも活動していた。
- Naoki（ナオキ）（ベース）

9月6日生まれ。血液型B型。埼玉県出身。2008年加入-2016年脱退。
ピック弾きで4弦ベースを使用し、「顔で弾く」プレイで魅せるタイプのプレイヤー。
元々はギターであったが、加入直前頃からベースに転向した。
シンフォニック度が高い楽曲やバロック調の楽曲を得意とし、『Astrolabe In Your Heart』『Akashic』に楽曲を提供している。また、『Akashic』からは全楽曲の監修も務めている。
Jenivaではサポートギターとして活動していた。現在もJenivaを経て摩天楼オペラとなったメンバーとは交流が深い。
YURI、MITTUと共にLamentglaceとしても並行して活動していた。
ジューダス・プリーストに影響を受けたと公言している。
メンバーからは「先生」という愛称で呼ばれている。
幼少年期はヴァイオリンを習っており、スキーインストラクターの有資格者という一面も。
チョコレートなどのカカオマスを含む製品が苦手。ちなみにホワイトチョコは食べられる。
- Pazzy（パジー・旧表記はPuzzy）（キーボード）

3月19日生まれ。血液型O型。東京都出身。2011年加入-2016年脱退。
ライブではキーボード2台を使用している。主な使用機材はKORG X-50。
過去、ゴシックメタルバンドSwallowTailに在籍していた。
加入のきっかけは、twitterでMichalがウィザードリィの話題に触れた時、女性で唯一話題に乗っかってきたからとされている。
聖歌隊に所属していた事がある。
影響を受けたミュージシャンはイングヴェイ・マルムスティーン、ブラック・サバス、ナイトウィッシュ、桜庭統。
メンバーからは「ぱじこ」、「ぱじこさん」という愛称で呼ばれている。
酒好きでザル。
- PePe（ペペ）（ドラムス）

2月17日生まれ、血液型A型。東京都出身。2013年正式加入。これまでにVoice of Divine ChildrenやASURAでも活動。ハードロックやメタル、歌謡曲などに色濃く影響を受けており、音数の多いフレーズを得意とする反面、歌に寄り添うことにも重きを置いているドラマー。
- Kohei（コウヘイ）（ギター）

2月25日生まれ。血液型A型。愛知県出身。2020年加入-2024年脱退。
自身のプロジェクトであるTHE GENIUS ORCHESTRATIONでも活動中。
NoGoDでも活動中。

### サポートメンバー
- Mats（ベース） - 元ElupiA、元Schau-Essen
- JUNNA（キーボード）- 元Jeniva、元Lamentglace
- RuRi（キーボード）- No Limited Spiral
- TAKAAKI（ベース）-罪號人、1st0

## 概要
- 2002年、MITTU（ドラムス）を中心に結成。活動休止やメンバー・チェンジを経て、現在に至る。
- 結成当初、日本にはシンフォニックメタルバンドがあまり居なかったが[要出典]、結成以来今もその音楽性を貫いている。
- リズムや弦楽器が作るメタルの骨組みにオーケストラを奏でるキーボードをフィーチャーさせ、キャッチーな歌メロが乗るという音楽スタイル。

欧州フィーメール・ゴシック・メタルや北欧系メタルのカラーを匂わせる部分もあり、クラシックとポップス、陰鬱さとポジティヴさが同居する独自の世界観を持つ。
- バンドのイメージカラーは紫とされている。その由縁は、男女混成バンドであることから「男=青」「女=赤」というジェンダーカラーの中間色であるとも、『Antibes』の頃から使われていた紫を主体としたデザインのイメージをMichalが定着させたとも言われている。
- バンド名を直訳すると「古代神話」となるため、バンド名からはクラシカルな音楽性を想定されがちであるが、「未来からすれば現代も古代である」という発想のもと、ポップ・ミュージックに通じる現代的な要素も取り入れている。
- インディーズのメタルバンドではいち早くPVを制作、他のバンドもこれに続いた。これにより、インディーズ・メタル界のプロモーション様式に影響を与えたとされる。[要出典]

## バイオグラフィ

### 結成 - 2006年
2002年、MITTU（ドラムス）を中心に東京で結成され、東京を拠点に活動を開始。
2005年9月9日、1stアルバム『Antibes』をリリース。2006年5月にMIKA（ギター）が脱退し、6月に一旦活動を休止する。活動休止中、TAKE（ベース）が脱退。

### 2007年 -
2007年3月に活動を再開するが、旭（ボーカル）、YURI（ギター、当時はANnenというステージネームだった）が脱退。
2008年1月、Michal（ボーカル）、TOMO（ギター）、Naoki（ベース）が加入。
2009年5月、TOMO（ギター）が脱退し、YURI（ギター）が再加入。
2009年9月9日、1stマキシシングル『Aurora』をリリース。
2010年9月、紗蝶（キーボード）が脱退。サポートメンバーとして、YURI、Naoki、MITTUら男性陣が加入していたLamentglaceからの繋がりで、JUNNA（元Jeniva）が一時的に参加。
2010年10月10日、2ndアルバム『Astrolabe In Your Heart』をリリース。10月リリースながらもディスクユニオンの年間売上ランキングで上位にランクインした。
2011年2月、MITTU（ドラムス）脱退。
2012年6月、JUHKI（ドラムス）がサポートとして参加。2012年10月、JUHKI（ドラムス）が正式加入、Puzzy（キーボード）加入。
2012年2月24日、3rdアルバム『Akashic』をリリース。
2013年5月にギタリストとドラマーを公募。10月27日、Izo (ギター)が加入。
2014年12月、PePe（ドラムス）が加入。
2015年、ドイツのFastball Musicと契約。
2016年6月、4thアルバム『Aberration』をヨーロッパ圏へ向けてリリースした（英語版・日本語版のデジタルアルバムも同時リリース）。
2016年8月、Aberrationの制作にも携わったHAL（キーボード）が加入。
2016年10月、ベルギーで行われた「Metal Female Voices Fest」に出演。
2019年12月、Ommy（ギター）脱退。
2020年3月23日、Kohei（ギター）が加入。
2021年7月7日、アルバム『ArcheoNyx』リリース。
2021年12月15日、ミニアルバム『Ambrosian Blood』リリース。
2022年9月～11月、ILLUSION FORCEとのツーマンツアー「ANCIENT ILLUSION」を敢行。
2023年6月25日、名古屋Holiday Nextで行われたTwilight Forceの来日ツアー 名古屋公演に、サポートアクトとして出演。
2023年7月、Exist†trace、FATE GEARとのアジアツアー「仲夏夜之願 -Midsummer's Night Wish-」を開催。香港、台北にて公演を実施。
2024年3月31日、Kohei（ギター）脱退。
2024年4月2日、kaya（ギター）、NINO（ベース）が加入。

## ディスコグラフィー

### アルバム
1. 2005年9月9日　『Antibes』 / BLRC-00007

全6曲収録のミニ・アルバム。レコーディング参加メンバーはVo. 旭 / Gt. ANnen / Gt. MIKA / Ba. Take / Key. 紗蝶 / Dr. MITTU
1. 2010年10月10日　『Astrolabe In Your Heart』 / BLRC-00039

全10曲収録のフル・アルバム。レコーディング参加メンバーはVo. Michal / Gt. YURI / Ba. Naoki / Key. 紗蝶 / Dr. MITTU
1. 2012年2月24日　『Akashic』 / BLRC-00050

全10曲収録のフル・アルバム。レコーディング参加メンバーはVo. Michal / Gt. YURI / Ba. Naoki / Key. Puzzy / Dr. JUHKI

### シングル
1. 2009年9月9日　『Aurora』 / BLRC-00033

全4曲収録のマキシ・シングル。レコーディング参加はメンバーはVo. Michal / Gt. YURI / Ba. Naoki / Key. 紗蝶 / Dr. MITTU

### DVD
1. 2012年2月18日　『Awake to the NEXT MYTH』 / AMPD-0003

全6曲収録、2011年11月6日に行われたMary's Blood、AXBITESらとの3マンの様子を収録したライブDVD。

### デモ
- 2004年　『ANCIENT MYTH』
- 2008年　『華厳』
- 2009年　『萌揺』
- 2010年　『Distant View To The Ashen Light/Level X』
- 2010年　『FLORA』
- 2010年　『ANTHOLOGY OF FATE』
- 2011年　『Against the Fate』

## PV
- 「SEED」（『Aurora』収録）
- 「Astrolabe In Your Heart」（『Astrolabe In Your Heart』収録）
- 「rw-rw-rw-」（『Akashic』収録）

## 出演

### テレビ
- J:HEAVEN（2012年11月5日 - 9日、J:COM）
- チアアップ★インディーズK（2023年6月1日、チバテレビ）

### ラジオ
- やのっちぇのトークボンバー！（2012年5月11日、Radio T.N.T）
- キャプテン和田の劇的メタル in FaRao（2010年10月1日・2014年6月6日、ポッドキャスト・FaRao）
- ねこぱんち de NIGHT☆（2019年7月16日、FMはしもと）
- サタマニ♪（2020年12月19日・2021年7月3日、レインボータウンFM）
- ミュージックテラス★WANTED（2023年5月20日、レインボータウンFM）
- ウィンディーズマニア!シャバダバ! このみさんに聴いてもらいたいマニアたち（2023年5月23日、市川うららFM）

### WEB番組
- 毎度の晩餐（2012年12月29日・2014年5月5日・5月22日、Ustream・YouTube）
- METAL EMPIRE TV（2021年7月24日、YouTube）